# Cambridge Z88
El Cambridge Computer Z88 es un ordenador de tamaño A4 basado en una CPU Zilog Z80 que tenía en ROM un paquete integrado con procesador de textos/hoja de cálculo/base de datos llamado Pipedream, el sistema operativo OZ, una versión para Z80 del BBC BASIC (lo que le abre la biblioteca BASIC de los BBC Micro y Acorn Electron), diario, calendario, reloj, utilidad de conversión, emulador de terminal VT 52, Filer (el administrador de ficheros del OZ y una utilidad para transferir ficheros a un PC por cable RS232; es capaz de convertir ficheros Pipedream a WordStar y Lotus 1-2-3) y Panel (configuración del equipo).
El equipo fue diseñado por Sir Clive Sinclair y comercializado por su compañía Cambridge Computer en 1988 (Sir Clive no podía comercializarlo como el Sinclair Z88 tras vender el negocio de ordenadores de Sinclair Research a Amstrad en 1986). La máquina fue presentada por primera vez en el Which Computer? Show el 17 de febrero de 1987.
Pese a la ligereza del equipo (pesa unos 0,9 kg) es robusto, incluyendo el teclado de membrana que es confortable e inaudible (puede establecerse un clik electrónico en la configuración para confirmar la pulsación de la tecla).
El equipo se mantiene con 4 pilas AA alcalinas durante 20 horas seguidas de uso o un año en espera. Para evitar la pérdida de la RAM al cambiar las pilas se opta por un capacitor interno (en lugar de usar una pila de Litio para asegurar el contenido).

## Detalles Técnicos
- CPU Zilog Z80A CMOS a 3,2768 MHz
- ROM 128 KiB, ampliables a 3,5 MiB
- RAM 32 KiB, 128 KiB o 512 KiB dependiendo del modelo. El Z88 puede direccionar hasta 4 MiB de memoria, en 256 bancos de 16 KiB. La memoria interna en el equipo base viene en un chip de 32Kx8 que puede sustituirse con facilidad para ampliarlo a 128 KiB. Para sobrepasar el límite de los 64 KiB direccionables por el Z80, se usa un paginador de memoria en bloques de 16 Kb, lo que nos deja una RAM de hasta 3 MiB (mediante cartuchos de 32 y 128 KiB o ampliando la RAM interna : el equipo mayor viene con 512 KiB). Los datos se graban en EPROM de 128 KiB en el port 3
- Carcasa : Notepad de tamaño A4 (294 x 210 x 23 mm) con un peso de 900 g en plástico negro. Los 2/5 superiores ocupados por la excelente LCD fabricada por Epson, el resto por el teclado. A la altura de la divisoria de ambos se encuentra en el lateral izquierdo la toma de alimentación externa, el botón de RESET y la ruedecilla de contraste de la LCD. En el lateral derecho el puerto RS232 en formato DB9. En la trasera, pestaña para mantener el equipo inclinado y trampilla de las pilas (4 x AA alcalinas), una al lado de la otra. En la base / trasera, tapa de las 3 bahías de expansión para cartuchos RAM/EPROM. Se ha reportado un segundo modelo en caja blanca y sin el logo de Cambrigde.
- Teclado QWERTY de 64 teclas. 47 teclas alfanuméricas + barra espaciadora completa. En el lateral izquierdo teclas ESC, TAB, diamante, SHIFT, INDEX, MENU, HELP y cuadrado. En el derecho, DEL, ENTER, SHIFT, CAPS LOCK y las teclas de cursor en L invertida. Como una constante de Sinclair, es un teclado tipo chiclet con teclas son de goma, y bajo el teclado hay una membrana impregnada de carbono que cierra los contactos con la placa base.
- Pantalla : Modo de texto de 104 x 8 y resolución gráfica de 640 x 64. La pantalla SuperTwist LCD se subdivide entre una zona de texto de 104 x 8 a la izquierda y 256 x 64 píxeles a la derecha en modo gráfico. Adicionalmente, hay una zona de status de 16x64 píxeles. Todo en 3 niveles de gris. La calidad es excelente, mostrando en Pipedream una miniatura del documento a la derecha que permite hacerse una idea de su formato de impresión.
- Sonido : Altavoz incorporado para alarmas y avisos
- Soporte
  - Cartuchos EPROM de 128 KiB
  - Cartuchos RAM de 128 KiB, 256 KiB, 512 KiB y 1024 KiB
  - No nativa, unidad externa de disquete
- Entrada/Salida :
  - Puerto serie RS-232 hasta 38400 bit/s
  - 3 Puertos de Expansión para cartuchos RAM o EPROM. El 3 puede grabar EPROMs, el 1 y 2 solo para RAM o EPROM en modo solo lectura
  - Bus Z80 (sin conector externo en la carcasa, pero presente en la placa base)
  - Alimentación Externa de 6,5 voltios DC a 500 mA

## Vida en el nuevo milenio
El Z88 tiene todavía un grupo de usuarios activos, que siguen desarrollando y utilizando el equipo. Está disponible una amplia gama de software, incluyendo juegos y utilidades. Desde 1998, una EPROM Flash de 1 MiB está disponible como almacenaje no volátil. Una vez escritos en la tarjeta, los ficheros están seguros y no necesitan de la alimentación eléctrica. A diferencia de las viejas EPROM que requerían de luz ultravioleta para borrarse, la terjeta puede borrarse electrónicamente en el slot del ordenador. La primera generación requería hacerlo en el slot 3, que cuenta con una señal de 12V (Vpp) para ello. Las nuevas, basadas en chips AMD, pueden usar una fuente de 5V para el borrado, lo que las hace plenamente operativas en el slot interno y en los 3 externos.
Un usuario avanzado puede sustituir el chip interno de 32 KiB RAM por uno mayor de 128 o 512 KiB RAM estática. No obstante en este último caso se requieren además modificaciones en la placa madre, y 512 KiB es el mayor tamaño direccionable por el Z88 de su RAM interna. La misma modificación puede hacerse para la EPROM interna. Un chip de 512 KiB flash EPROM puede sustituir la vieja ROM. Esto permite actualizar el sistema operativo con facilidad.